# Liste der Gesamtersten im NHL Supplemental Draft
Die Liste der Gesamtersten im NHL Supplemental Draft listet alle Spieler, die im Rahmen des NHL Supplemental Draft der nordamerikanischen Eishockeyprofiliga National Hockey League (NHL) an erster Position ausgewählt wurden. Durch den Draft hatten die NHL-Franchises zwischen 1986 und 1994 die Möglichkeit, sich die Transferrechte an jungen Talenten aus dem Collegebereich zu sichern, die nicht an der Teilnahme am NHL Entry Draft berechtigt waren. Mit dem Erstwahlrecht wurde zumeist der stärkste Spieler des jeweiligen Jahrgangs ausgewählt. Im weiteren Teil wird die Liste statistisch ausgewertet.
Zwischen 1986 und 1994 wurden insgesamt neun Spieler an der ersten Gesamtposition ausgewählt, von denen lediglich vier in der NHL zum Einsatz kamen.

## NHL Supplemental Draft (1986–1994)
Der Supplemental Draft erreichte in den neun Jahren seines Bestehens nie den Stellenwert des Entry Drafts und auch die Qualität der Spieler fiel im Vergleich zum Entry Draft deutlich ab. Von den insgesamt neun Spielern schafften lediglich vier Spieler in der NHL zum Einsatz zu kommen. Von diesen vier Spielern konnte sich nur der kanadische Verteidiger Cory Cross langfristig in der Liga etablieren. Erstmals fand der Supplemental Draft im Jahr 1986 statt.
Abkürzungen: Pos = Position, GP = Spiele, G = Tore, A = Assists, Pts = Punkte, PIM = Strafminuten

Erläuterungen: Die Links zu den Spalten „Nationalität“ und „Position“ sind im Abschnitt Statistik zu finden.
| Jahr | Name         |                    | Pos | NHL-Team              | NHL-Profi von–bis         | GP                        | G                         | A                         | Pts                       | PIM                       | Collegemannschaft              |
| ---- | ------------ | ------------------ | --- | --------------------- | ------------------------- | ------------------------- | ------------------------- | ------------------------- | ------------------------- | ------------------------- | ------------------------------ |
| 1986 | Chris Olson  | Vereinigte Staaten | G   | Boston Bruins         | kein NHL-Spiel bestritten | kein NHL-Spiel bestritten | kein NHL-Spiel bestritten | kein NHL-Spiel bestritten | kein NHL-Spiel bestritten | kein NHL-Spiel bestritten | University of Denver           |
| 1987 | Mike Jeffrey | Kanada             | G   | Boston Bruins         | kein NHL-Spiel bestritten | kein NHL-Spiel bestritten | kein NHL-Spiel bestritten | kein NHL-Spiel bestritten | kein NHL-Spiel bestritten | kein NHL-Spiel bestritten | Northern Michigan University   |
| 1988 | Mike McHugh  | Vereinigte Staaten | LW  | Minnesota North Stars | 1988–1992                 | 20                        | 1                         | 0                         | 1                         | 16                        | University of Maine            |
| 1989 | Dave DePinto | Vereinigte Staaten | G   | Nordiques de Québec   | kein NHL-Spiel bestritten | kein NHL-Spiel bestritten | kein NHL-Spiel bestritten | kein NHL-Spiel bestritten | kein NHL-Spiel bestritten | kein NHL-Spiel bestritten | University of Illinois-Chicago |
| 1990 | Mike McKee   | Kanada             | D   | Nordiques de Québec   | 1993–1994                 | 48                        | 3                         | 12                        | 15                        | 41                        | Princeton University           |
| 1991 | Jeff McLean  | Kanada             | C   | San Jose Sharks       | 1993–1994                 | 6                         | 1                         | 0                         | 1                         | 0                         | University of North Dakota     |
| 1992 | Cory Cross   | Kanada             | D   | Tampa Bay Lightning   | 1993–2006                 | 659                       | 34                        | 97                        | 131                       | 684                       | University of Alberta          |
| 1993 | Eric Flinton | Kanada             | LW  | Ottawa Senators       | kein NHL-Spiel bestritten | kein NHL-Spiel bestritten | kein NHL-Spiel bestritten | kein NHL-Spiel bestritten | kein NHL-Spiel bestritten | kein NHL-Spiel bestritten | University of New Hampshire    |
| 1994 | Sean McCann  | Kanada             | D   | Florida Panthers      | kein NHL-Spiel bestritten | kein NHL-Spiel bestritten | kein NHL-Spiel bestritten | kein NHL-Spiel bestritten | kein NHL-Spiel bestritten | kein NHL-Spiel bestritten | Harvard University             |

## Statistik

### Allgemein
Aufgrund der Beschränkung auf Spieler von nordamerikanischen Colleges stammen die Erstgewählten lediglich aus Kanada und den USA. Am öftesten wählten die NHL-Franchises Verteidiger und Torhüter aus. Ein rechter Flügelspieler wurde hingegen nie ausgewählt. Die meisten Erstwahlrechte hatten die Boston Bruins und Quebec Nordiques mit insgesamt jeweils zwei.
|    | Nationalität       | Anzahl |
| -- | ------------------ | ------ |
| 1. | Kanada             | 6      |
| 2. | Vereinigte Staaten | 3      |

|    | Position                  | Anzahl |
| -- | ------------------------- | ------ |
| 1. | Verteidiger (D)           | 3      |
|    | Torhüter (G)              | 3      |
| 3. | Linker Flügelspieler (LW) | 2      |
| 4. | Center (C)                | 1      |

|    | Teams                 | Anzahl |
| -- | --------------------- | ------ |
| 1. | Boston Bruins         | 2      |
|    | Quebec Nordiques      | 2      |
| 3. | Florida Panthers      | 1      |
|    | Minnesota North Stars | 1      |
|    | Ottawa Senators       | 1      |
|    | San Jose Sharks       | 1      |
|    | Tampa Bay Lightning   | 1      |

### Spieler
Als erfolgreichster und bester Spieler gilt der Kanadier Cory Cross, der 1992 von den Tampa Bay Lightning ausgewählt wurde. Er hält mit jeweils deutlichem Abstand die besten Statistikwerte unter den vier Spielern.
|    | Name        | Anzahl |
| -- | ----------- | ------ |
| 1. | Cory Cross  | 659    |
| 2. | Mike McKee  | 48     |
| 3. | Mike McHugh | 20     |
| 4. | Jeff McLean | 6      |

|    | Name        | Anzahl |
| -- | ----------- | ------ |
| 1. | Cory Cross  | 34     |
| 2. | Mike McKee  | 3      |
| 3. | Mike McHugh | 1      |
|    | Jeff McLean | 1      |

|    | Name       | Anzahl |
| -- | ---------- | ------ |
| 1. | Cory Cross | 97     |
| 2. | Mike McKee | 12     |

|    | Name        | Anzahl |
| -- | ----------- | ------ |
| 1. | Cory Cross  | 131    |
| 2. | Mike McKee  | 15     |
| 3. | Mike McHugh | 1      |
|    | Jeff McLean | 1      |

|    | Name        | Anzahl |
| -- | ----------- | ------ |
| 1. | Cory Cross  | 684    |
| 2. | Mike McKee  | 41     |
| 3. | Mike McHugh | 16     |

|    | Name        | Anzahl |
| -- | ----------- | ------ |
| 1. | Cory Cross  | 13     |
| 2. | Mike McHugh | 4      |
| 3. | Mike McKee  | 1      |
|    | Jeff McLean | 1      |